# Рольф Бан
Рольф Бан (нім. Rolf Bahn; 6 березня 1918, Рюстрінген — 27 травня 1997) — німецький офіцер-підводник, капітан-лейтенант крігсмаріне.

## Біографія
В 1937 році вступив на флот. З листопада 1939 року — вахтовий офіцер на легкому крейсері «Емден». З 15 жовтня 1940 по 11 травня 1941 року пройшов курс підводника. З 12 травня 1941 року — 2-й вахтовий офіцер на підводному човні U-128. З 2 вересня 1942 року — навчальний офіцер 2-ї навчальної дивізії підводних човнів. З листопада 1943 по березень 1944 року навчався у Військово-морській академії в Бад-Гомбурзі. В березні-квітні 1944 року — командир U-1235, з 24 травня 1944 по 5 травня 1945 року — командир U-876. В травні був взятий в полон британськими військами.

## Звання
- Морський кадет (21 вересня 1937)
- Фенріх-цур-зее (1 травня 1938)
- Лейтенант-цур-зее (1 серпня 1939)
- Оберлейтенант-цур-зее (1 жовтня 1940)
- Капітан-лейтенант (1 серпня 1943)

## Нагороди
- Залізний хрест
  - 2-го класу (29 квітня 1940)
  - 1-го класу (23 липня 1942)
- Нагрудний знак флоту (28 жовтня 1941)
- Нагрудний знак підводника (24 березня 1942)